# Struttura interna della Luna

Schema della struttura interna della Luna

La Luna ha una densità media di 3,3464 g/cm3. La Luna è un corpo differenziato, essendo composto da una crosta, un mantello e un nucleo geochimicamente diversi. Questa struttura è ritenuta essere il risultato di una cristallizzazione frazionata di un oceano di magma subito dopo la sua formazione circa 4,5 miliardi di anni fa. L'energia richiesta per fondere lo strato esterno della Luna è comunemente attribuita alla teoria dell'impatto gigante, che dovrebbe aver formato il sistema Terra-Luna e il susseguente accrescimento di materiale intorno all'orbita terrestre. La cristallizzazione di questo oceano di magma potrebbe aver dato origine ad un mantello mafico e ad una crosta ricca di plagioclasio.
La mappatura geochimica dell'orbita evidenzia una composizione della crosta lunare prevalentemente anortositica, coerentemente con l'ipotesi dell'oceano di magma. In termini di elementi, la crosta lunare è composta principalmente di ossigeno, silicio, magnesio, ferro, calcio e alluminio, ma elementi in minori quantità o tracce come titanio, uranio, torio, potassio e idrogeno sono comunque presenti. Basandosi su tecniche geofisiche, si stima che la crosta sia sui 50 km circa di spessore in media.
Una parziale fusione all'interno del mantello della Luna diede origine alle eruzioni di mari di basalti sulla superficie lunare. L'analisi di questi basalti indicano che il mantello è formato principalmente da olivina, ortopirossene e clinopirossene, e che il mantello lunare è più ricco di ferro di quello terrestre. Alcuni basalti lunari contengono grandi quantità titanio (presente nell'ilmenite) suggerendo che il mantello sia altamente eterogeneo in composizione. Sono stati scoperti terremoti lunari che si verificano in profondità del mantello della Luna circa 1000 km al di sotto della superficie. Tali terremoti si verificano con periodicità mensile  e sono correlati allo stress mareale causato dall'eccentricità dell'orbita lunare attorno alla Terra. Sono stati rilevati anche alcuni terremoti a profondità minori, con ipocentri localizzati circa 100 km al di sotto della superficie, ma si verificano molto meno frequentemente e non sembrano essere relazionati alle maree lunari.

## Nucleo

Schema della struttura interna della Luna

Numerosi dati portano a pensare che il nucleo lunare sia piccolo, con un raggio di circa 350 km o meno. La grandezza del nucleo lunare è pari a circa il 20% di quella della Luna, in contrasto con il 50% circa che si trova nella maggior parte degli altri corpi terrestri. La composizione del nucleo lunare non è del tutto fissa, ma la maggioranza ritiene che sia composto di ferro metallico, legato a una piccola quantità di zolfo e nichel. L'analisi del tempo variabile di rotazione della Luna indica che il nucleo è fuso perlomeno in parte.
Nel 2010, un riesame dei dati sismici dell'ALSEP sui terremoti lunari profondi con l'utilizzo di moderni metodi di elaborazione dati conferma che la Luna ha un nucleo ricco di ferro con un raggio di 330 ± 20 km. Lo stesso esame ha stabilito che lo strato solido più interno del nucleo di ferro puro ha un raggio di 240 ± 10 km. Il nucleo è circondato da uno strato parzialmente fuso (dal 10 al 30%) del mantello inferiore con un raggio di 480 ± 20 km (per uno spessore di circa 150 km). Questi risultati implicano che il 40% (in volume) del nucleo è allo stato solido. La densità del liquido esternamente al nucleo è di circa 5 g cm-3 e potrebbe contenere un 6% in peso di zolfo. La temperatura del nucleo è probabilmente di circa 1600-1700 K.